# گوزن لب‌سفید
گوزن لب‌سفید (نام علمی: Cervus albirostris) بومی علفزارها، بوته‌زارها و جنگل‌های مرتفع شرق فلات تبت است. این گونه در رده حفاظتی آسیب‌پذیر فهرست سرخ آی‌یوسی‌ان قرار گرفته و بر اساس برآورد سال ۱۹۹۸ تنها ۷ هزار رأس از آن در حیات وحش باقی مانده‌اند.
گوزن لب‌سفید از انواع بزرگ‌جثه گوزن است که ارتفاع آن در ناحیهٔ شانه بین ۱۱۵ تا ۱۴۰ سانتیمتر، وزن نرها ۱۸۰ تا ۲۳۰ کیلو و وزن ماده‌هایش ۹۰ تا ۱۶۰ کیلو است. موهای زبری به رنگ قهوه‌ای-خاکستری دارد که در قمست زیر شکم به زرد نخودی و در کفل به قهوه ای مایل به سرخ می‌گراید.